# Gare de Mennecy
Gare de Mennecy vasútállomás és RER állomás Franciaországban, Mennecy településen.

## Vasútvonalak
Az állomást az alábbi vasútvonalak érintik:
- Villeneuve-Saint-Georges-Montargis-vasútvonal

## Kapcsolódó állomások
A vasútállomáshoz az alábbi állomások vannak a legközelebb:
- Gare de Moulin-Galant (Gare de Creil, D RER-vonal)
- Gare de Ballancourt (Gare de Malesherbes, D RER-vonal)

## Lásd még
- Franciaország vasútállomásainak listája
- A RER állomásainak listája